# Claes Fries
Claes Henrik Fries, född 12 oktober 1778 i Stockholm, Stockholms stad, död 8 mars 1849 i Törnsfalls församling, Kalmar län, var en svensk brukspatron och politiker.

## Biografi
Claes Fries var son till överstelöjtnanten Nils Fries (av Släkten Fries från Närke) och Anna Helena Dubois samt sonson till borgmästaren Nils Fries.
Fries var verksam som brukspatron. Genom äktenskap hade han nämligen kommit i besittning av Storebro järnbruk i Vimmerby landsförsamling i Småland, där han 1821–1824 låtit uppföra en herrgårdsbyggnad. Han var riksdagsman i borgarståndet vid riksdagen 1834–1835. Hans resedagbok förvaras i Vitterhetsakademiens bibliotek.
Han gifte sig 1808 med Sara Helena Hultman (1784–1876). Han var far till bland andra Patrik Constantin Fries och farfar till Ellen Fries.